# 慶佐次湾
慶佐次湾（げさしわん）は、沖縄本島北部の東岸、太平洋に開けた有銘湾から分岐する湾である。間口は約200メートルで、慶佐次川が流入する。国頭郡東村に属する。

## 慶佐次湾のヒルギ林

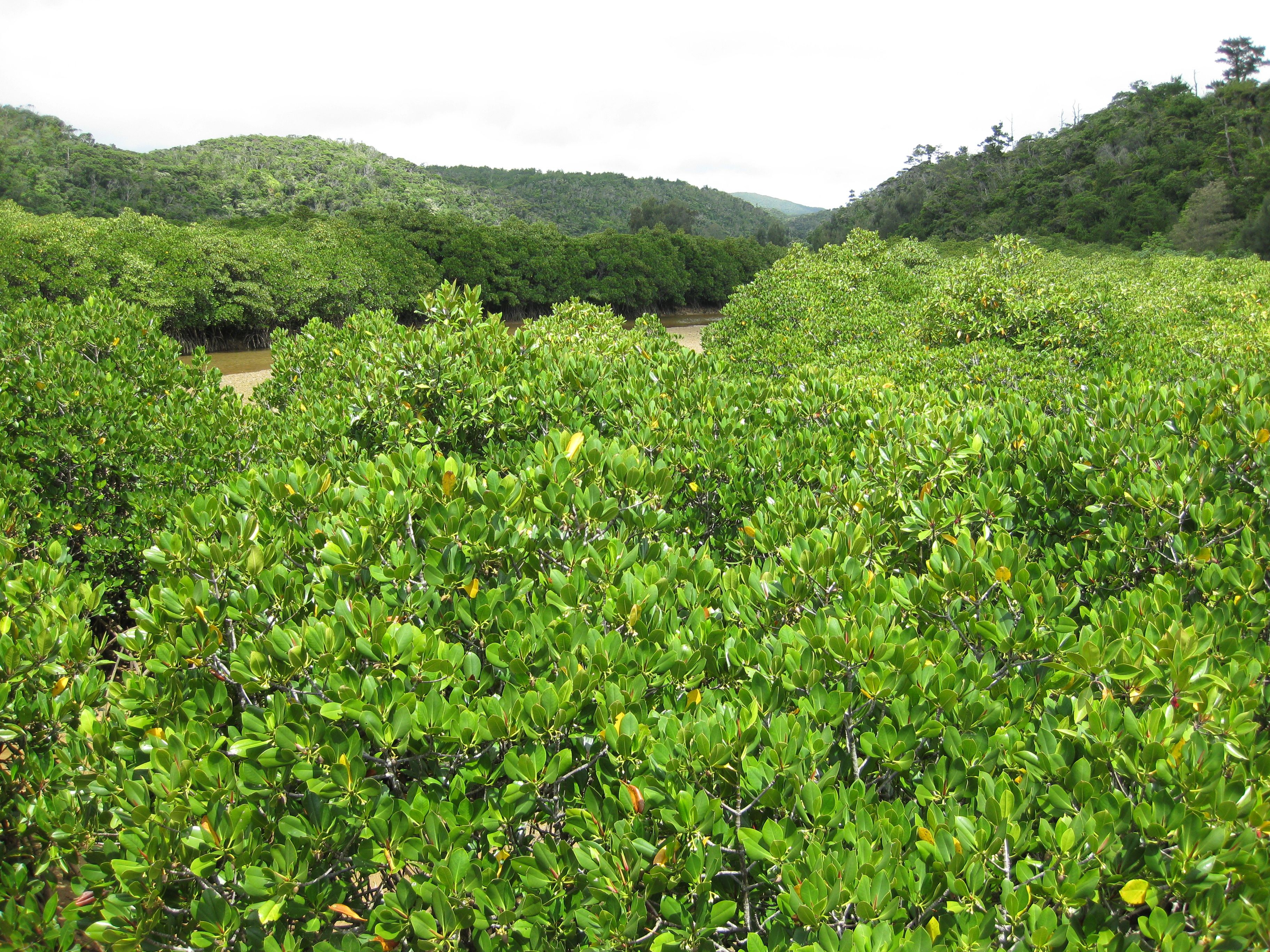
慶佐次湾のヒルギ林

慶佐次川河口部の長さ約1キロメートル、幅約200メートルにわたってマングローブ（ヒルギ林）が広がる。面積は10ヘクタールあり、沖縄本島のマングローブとしては2番目の広さを有する。マングローブを構成する樹木の多くはメヒルギであり、川沿いにヤエヤマヒルギ、上流部にはオヒルギもみられる
動物として、ハクセンシオマネキ、ベニシオマネキなどのカニ類、マドモチウミニナなどの貝類、ミナミトビハゼなどのハゼ類に加えてシギやカワセミなどの鳥類がみられる。
分布の北限に近い広大な面積のマングローブとして貴重であることから、1959年12月6日、当時の琉球政府によって天然記念物に指定され、1972年（昭和47年）5月15日の沖縄本土復帰に伴って日本国指定の天然記念物となった。
1973年（昭和48年）から翌年にかけて、福地ダムから久志浄水場への導水路建設に伴い土砂流入の被害があった。また、耕作放棄されたパイナップル畑からの土砂流入の問題も指摘されている。観光客によって湿地が踏み荒らされる被害があったため、湿地内を観察できる遊歩道が整備されている。